# جناح الاستطلاع التاسع
جناح الاستطلاع التاسع هو وحدة تابعة للقوات الجوية للولايات المتحدة، مكلفة بقيادة القتال الجوي للقوات الجوية الخامسة والعشرون، تتمركز في قاعدة بيل للقوة الجوية في كاليفورنيا. الجناح هو أيضًا الوحدة الوحيدة المُضيفة في بيل.
مهمته تتمحور حول تنظيم وتدريب وتجهيز أسطول القوات الجوية المكون من طائرات  دراغون ليدي-يو2آر، وغلوبال هوك آر كيو-4 من أجل جمع الاستخبارات في أوقات السلم، وتنفيذ العمليات المفاجئة للقتال التقليدي في الحرب، وطلبات الدعم الحربي في حالات الطوارئ.
مجموعة عملياتها التاسعة هي مجموعة منحدرة من المجموعة التاسعة (الرصد)، وهي إحدى مجموعات القتال الجوي الأصلية التي تشكلت من قِبل الجيش الأمريكي قبل الحرب العالمية الثانية. مجموعة القصف التاسعة كانت وحدة قتال تابعة للقوات الجوية لجيش الولايات المتحدة.
كان جناح الاستطلاع التاسع، النشط منذ أكثر من 60 عامًا، عبارة عن جناح مكون من قوات الردع التابعة للقيادة الجوية الاستراتيجية طوال فترة الحرب الباردة، إذ كان يقوم بإجراءات استطلاعية إستراتيجية على أساس عالمي.

## التاريخ

### قاعدة فيرفيلد-سويسن للقوة الجوية
في 1 مايو عام 1949، نُشط جناح الاستطلاع التاسع في قاعدة  فيرفيلد-سويسن للقوة الجوية في كاليفورنيا. وقام سلاح الجو بتفعيل مجموعة الاستطلاع الاستراتيجي التاسعة المعاد تشكيلها، وسرب الاستطلاع الأول، والخامس، والتاسع والتسعين. كانت مهمة جناح الاستطلاع التاسع تتلخص بالحصول على بيانات كاملة عن طريق عمليات استطلاع بصرية، وفوتوغرافية، والكترونية، ومناخية. لتنفيذ هذه المهمة، أرسل الجناح طائرات سوبر فورتريسس آر بي-36 إلى الجو، إضافة للقليل من طائرات بيسماركز آر بي-36. انضم سرب الاستطلاع التقني التاسع أيضًا إلى جناح الاستطلاع الاستراتيجي في 1 مايو عام 1949، وقد نفذ مهمته بالتعاون مع جناح الاستطلاع الاستراتيجي في الخامس من نوفمبر 1949 وحتى فبراير 1951. استمرت مهمة الاستطلاع لأحد عشر شهرًا فقط.

### قاعدة مونتن هوم للقوة الجوية
جناح القصف التاسع استمر، لدى قاعدة فيرفيلد-سويسن للقوة الجوية، بإرسال طائرات بي- 29للجو حتى 1 مايو 1953. في 1 أيار، تولت القيادة الجوية الاستراتيجية السلطة في قاعدة ماونتن هوم للقوات الجوية، في أيداهو، من دائرة النقل الجوي العسكري، ونقلت جناح القصف التاسع إلى القاعدة. طُوّرت قاعدة ماونتن هوم للقوة الجوية مؤخرًا لتدرب القاذفات أثناء الحرب، وكانت قاعدة عمليات خاصة لخدمات إعادة الإمداد والتموين والاتصالات الجوية لقاعدة ماونتن هوم وقد خفضت عملياتها تدريجيًا. أرادت قاعدة ماونتن هوم أن تستخدم قاعدة فيرفيلد-سويسن كميناء جوي على الساحل الغربي.

### قاعدة بيل للقوة الجوية
في تموز من عام 1964، أعلن الرئيس ليندن جونسون عن تطوير طائرات استطلاع من طراز لوكهيد بلاكبيرد إس آر-71 الاستراتيجية. ستوفر هذه الطائرات الجديدة والمتطورة لقيادة القوات العسكرية قدرة استطلاعية تتجاوز ما هو متاح في ذلك الوقت بكثير، من حيث السرعة والارتفاع وزيادة المنطقة القابلة للتغطية.
في يناير من عام 1964، أعلنت وزارة الدفاع أن جناح الاستطلاع الاستراتيجي رقم 4200 سيفعل في قاعدة بيل للقوة الجوية في كاليفورنيا، وذلك في 1 يناير 1965 باعتبارها الوحدة الأصل لطائرات إس آر-71. في سبيل تحضير قاعدة بيل لمهمتها الجديدة، قام المقاولون بزيادة طول المدرج، وإعادة بنائها بشكل مشابه لمبنى القيادة الأرضية نصف الأوتوماتيكي السابق لوزارة الدفاع الجوي. شُيدت العديد من المرافق من ضمنها 337 وحدة إسكان. كان الجناح تابعًا للقسم 14 الاستراتيجي للطيران، ويتألف من سرب الاستطلاع الاستراتيجي رقم 4021، بالإضافة إلى ثلاث أسراب للصيانة وسرب الاستطلاع التقني رقم 4203.

#### حرب فيتنام
أصبحت طائرات إس آر-71 بسرعة أهم مصدر معلومات للقادة الأمريكيين الذين يخدمون في فيتنام. حتى نهاية الحرب في عام 1975، جمع جناح الاستطلاع التاسع بيانات استخباراتية إلكترونية وفوتوغرافية في دول آسيا الجنوبية المشاركة في الصراع. بغض النظر عن سرعة طائرات إس آر-71 وأدائها في العمليات، فقد خاطر أعضاء الطواقم بحياتهم يوميًا في سبيل الحصول على آخر وأفضل البيانات الاستطلاعية. استخدم رجال الإنقاذ الصور التي التقطتها إس آر-71 في شمال فيتنام للتخطيط لغارة على معسكر سونتاي لأسرى الحرب لتحرير أسرى حرب أمريكيين.

#### فترة ما بعد حرب فيتنام
بعد نهاية التدخل الأمريكي في فيتنام، انتقل جناح الاستطلاع التاسع لتحقيق المزيد من الإنجازات السلمية. أكثر هذه الأمور إذهالًا كانت الانتقال السريع من نيويورك إلى لندن، ومن لندن إلى لوس أنجلوس. في 1 سبتمبر عام 1972، طار الرائدان جيمس سوليفان ونويل ويدفيلد بطائرتهم إس آر-71 من نيويورك إلى لندن في 55 دقيقة و42 ثانية، إذ كان متوسط السرعة لديهم 1817 ميل في الساعة، ما يعادل 2924 كيلومتر في الساعة (كان الرقم القياسي السابق قد حققته طائرة القوات الجوية الملكية فانتوم في عام1969 عندما قطعت المسافة السابقة في أربع ساعات و46 دقيقة). وبعد أيام قليلة من ذلك في 13 أيلول، حقق الكابتن هارولد آدمز مع الرائد ويليام ماكروك رقمًا قياسيًا جديدًا في الطيران من لندن إلى لوس أنجلوس خلال ثلاث ساعات و48 دقيقة قطعوا فيها مسافة 5465 ميل، أي ما يعادل 8795 كيلومتر.

#### حرب الخليج
أكثر عملية استخباراتية جديرة بالذكر وقعت من أغسطس 1990 إلى مارس 1991 تحت اسم عملية صحراء شيلد وعاصفة الصحراء. في أكبر عملية نشر للجند قامت بها طائرات يو-2، حلّق الجناح بنحو 800 بعثة فوق إقليم الخليج الفارسي. نبه طيارو «يو-2» عن شبكة مضادة للصواريخ من صواريخ سكود الواردة. حين انتهت الحرب الأرضية وعادت معظم القوات إلى ديارها، بقي أفراد الجناح التاسع وطائرات من طراز يو-2 في المنطقة لمساعدة الأمم المتحدة على التحقق من امتثال العراق لشروط اتفاقية وقف إطلاق النار.

#### ما بعد الحرب الباردة
حين عادت القوات الجوية إلى المفهوم التنظيمي للمجموعة في 19 سبتمبر عام 1991، أصبح اسم الجناح التاسع للاستطلاع الاستراتيجي، ببساطة، الجناح التاسع. نشّط هذا الفعل مجموعة العمليات التاسعة (المنحدرة مباشرة من مجموعة القصف التاسعة في الحرب العالمية الثانية)، ومجموعة الدعم التاسعة، ومجموعة اللوجستيات التاسعة، والمجموعة الطبية التاسعة. بمقدرة هذه المجموعات تبسيط وتوحيد عمليات الجناح. عزز إعادة التنظيم سلسلة قيادة الجناح من خلال استبدال نواب القيادة بقادة المجموعة. نقل إعادة تنظيم القوات الجوية ناقلات «كي سي-135» من قيادة القتال الجوي إلى قيادة النقل الجوي عام 1994. وبالتالي، في 1 أكتوبر 1994، تغيرت قيادة الجناح مرة أخرى إلى جناح الاستطلاع التاسع ليعكس مهمة أكثر تخصصًا.

#### 2010
يعد جناح الاستطلاع التاسع مسؤولًا عن تزويد القيادة الوطنية وقاعة المؤتمرات بمواد استطلاعية عالية الدقة وموثوقة في الوقت المناسب. وفي سبيل إنجاز هذه المهمة، جُهز الجناح بطائرات استطلاع وطنية من طراز «يو- «2و«آر كيو-«4 و«إم سي-12» وما يرتبط بها من معدات الدعم. يحافظ الجناح أيضًا على درجة عالية من الاستعداد في قوات الدعم القتالية الاستكشافية الخاصة من أجل عمليات نشر الجنود المحتملة كرد على طوارئ قاعة المؤتمرات.

## النسب (تاريخ مختصر لجناح الاستطلاع الاستراتيجي التاسع)
أُنشئ كجناح الاستطلاع الاستراتيجي التاسع في 25 أبريل 1949
فُعّل في 1 مايو 1949
- أُعيد تصميم جناح القصف الثقيل التاسع في 1 مايو 1950
- أُعيد تصميم الجناح الاستراتيجي التاسع للقصف المتوسط في 2 أكتوبر 1950
- أُعيد تصميم الجناح الاستراتيجي التاسع للطيران في 1 أبريل 1962
- أُعيد تصميم الجناح التاسع للاستطلاع الاستراتيجي في 25 يونيو 1962
- أُعيد تصميم الجناح التاسع في 1 سبتمبر 1991
- أُعيد تصميم جناح الاستطلاع التاسع في 1 أكتوبر 1993